# Маріатор'єт (станція метро)
59°19′02″ пн. ш. 18°03′38″ сх. д. / 59.31712° пн. ш. 18.06049° сх. д.
«Маріатор'єт» (швед. Mariatorget) — станція Червоної лінії Стокгольмського метрополітену, обслуговується потягами маршруту Т13 та Т14.
Станцію було відкрито 5 квітня 1964 року у складі першої черги Червоної лінії, від Т-Сентрален до Ернсберга, з відгалуженням до Фруенген. 

Відстань до Слюссена становить 1 км.
Пасажирообіг станції в будень — 17,100 осіб (2019)

Розташування: Маріатор'єт, Седермальм.
Конструкція: односклепінна станція глибокого закладення з однією острівною платформою.

## Операції
| Попередня станція        | Лінія | Лінія     | Лінія | Наступна станція        |
| ------------------------ | ----- | --------- | ----- | ----------------------- |
| Слюссен до Ропстен       |       | Лінія T13 |       | Сінкенсдамм до Норсборг |
| Слюссен до Мербю-сентрум |       | Лінія T14 |       | Сінкенсдамм до Фруенген |